# Phylloxiphia metria
Phylloxiphia metria es una polilla de la  familia Sphingidae. Vuela en los bosques de Brachystegia en Mozambique y de Zambia a la República Democrática del Congo del norte a Malawi y Tanzania.
Su envergadura es de aproximadamente 37 mm para los machos y 45 mm para las hembras. La cabeza y el tórax son marrón claro, pero mucho más oscuro que el abdomen. Las alas anteriores son de color rosáceo pálido, moteadas y marcadas con un marrón más oscuro. Las alas posteriores son de color rojo rosáceo. Las hembras tienen alas más anchas y redondeadas.

## Sinonimia
- Libyoclanis metria Jordan, 1920
- Libyoclanis noctívaga Kernbach, 1957